# Chai

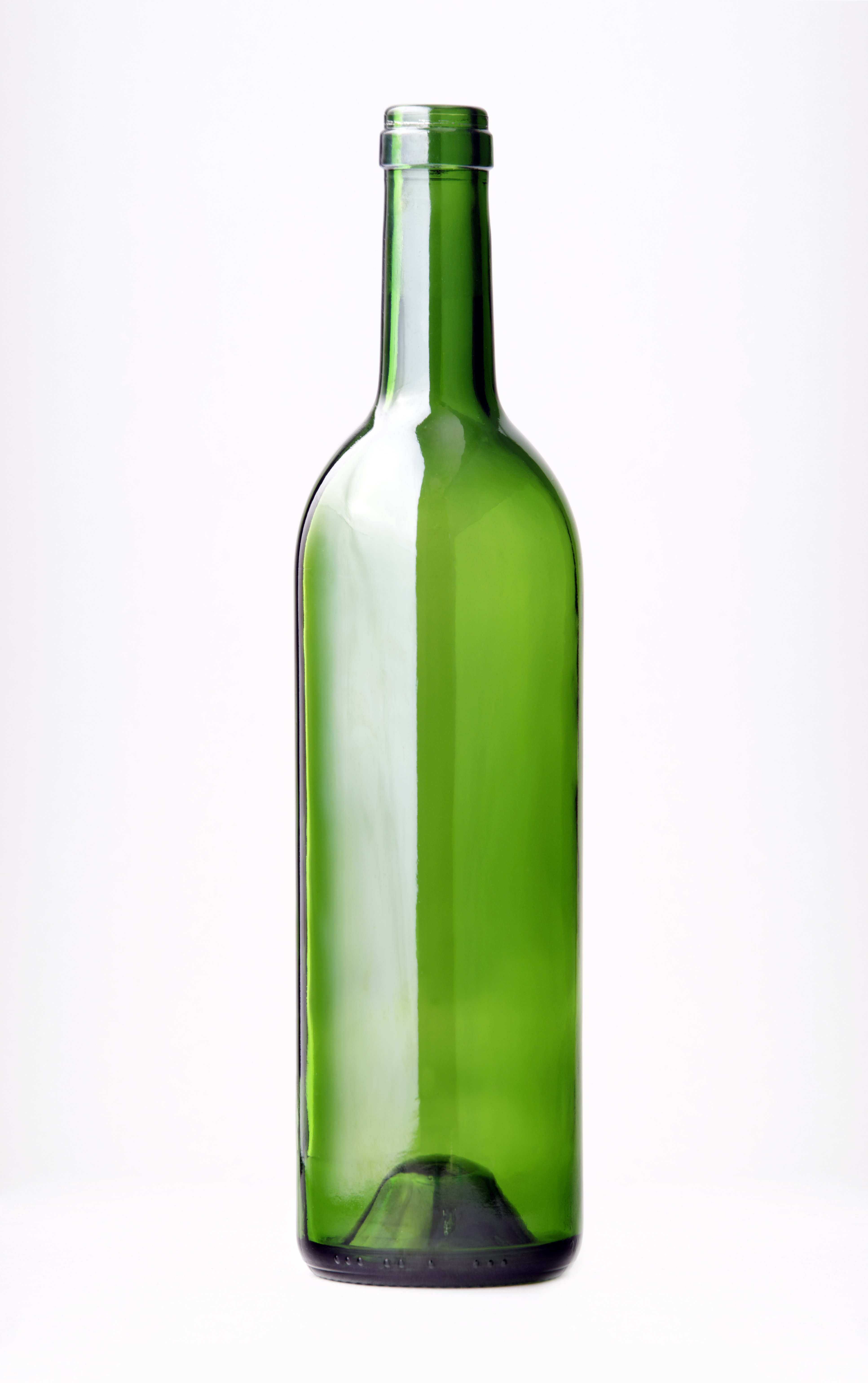
Chai

Chai là một loại vật dụng chứa chất lỏng. Chúng có đặc điểm là phần cổ chai hẹp hơn thân chai và có phần miệng chai để đưa chất lỏng ra vào. Chúng có nhiều hình dạng và kích thước khác nhau. Chai thường được làm bằng thủy tinh hay nhựa.

## Lịch sử
Từ thời tiền sử, chai được tạo ra từ đất sét. Chai thủy tinh đầu tiên được sản xuất bởi người Phoenicia, mẫu vật chai đựng chất lỏng mờ và trong suốt của người Phoenician đã được tìm thấy tại Síp và Rhodes nhìn chung có chiều dài dao động từ ba đến sáu inch. Những mẫu chai của người Phoenician từ thiên niên kỷ đầu tiên Trước Công nguyên được cho là đã được sử dụng chứa nước hoa. Người La Mã học làm chai thủy tinh từ người Phoenicia và sản xuất nhiều sản phẩm chai thủy tinh có chất lượng tốt, chủ yếu là chai nhỏ.

## Hình ảnh

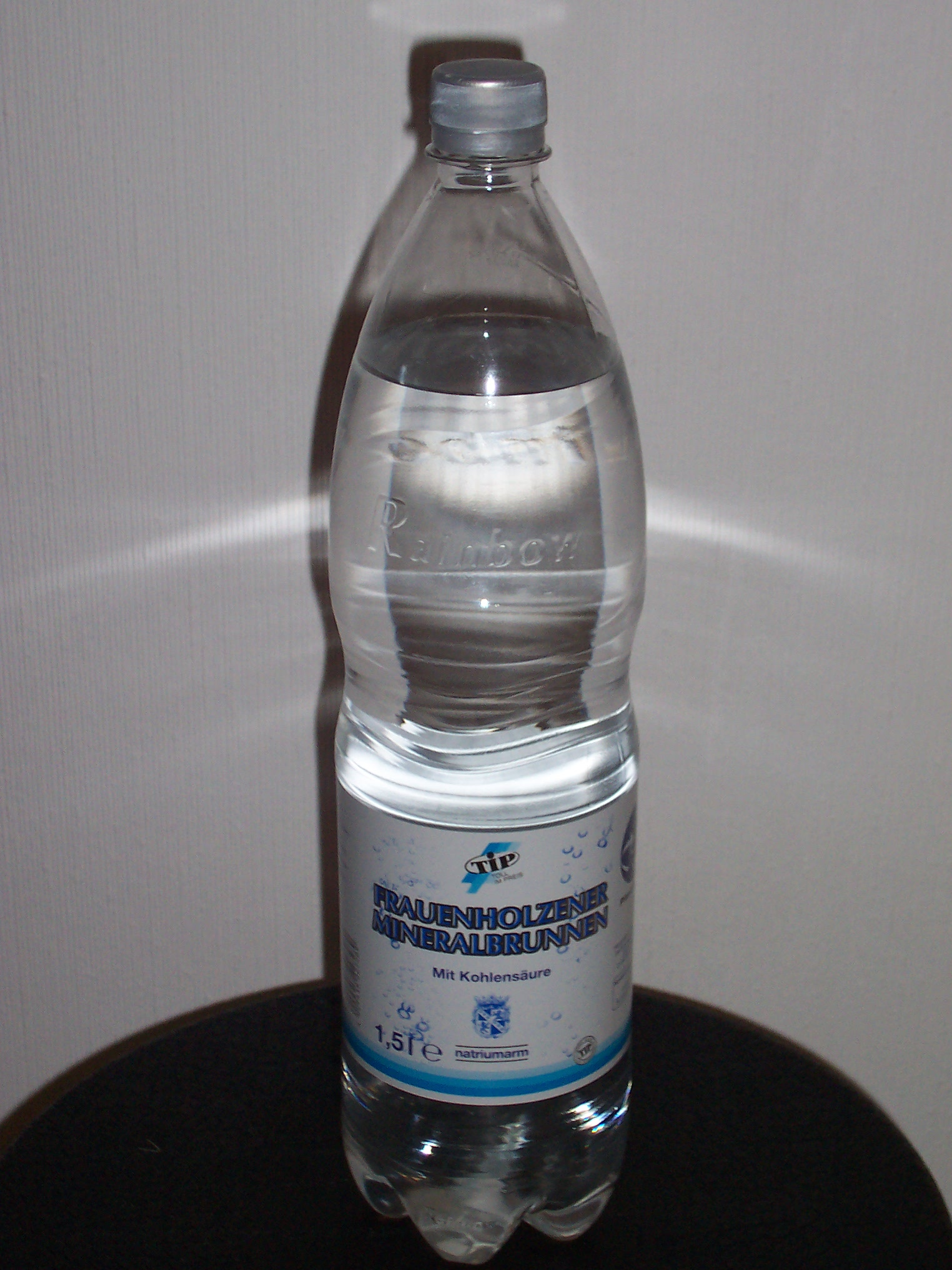
Chai PET
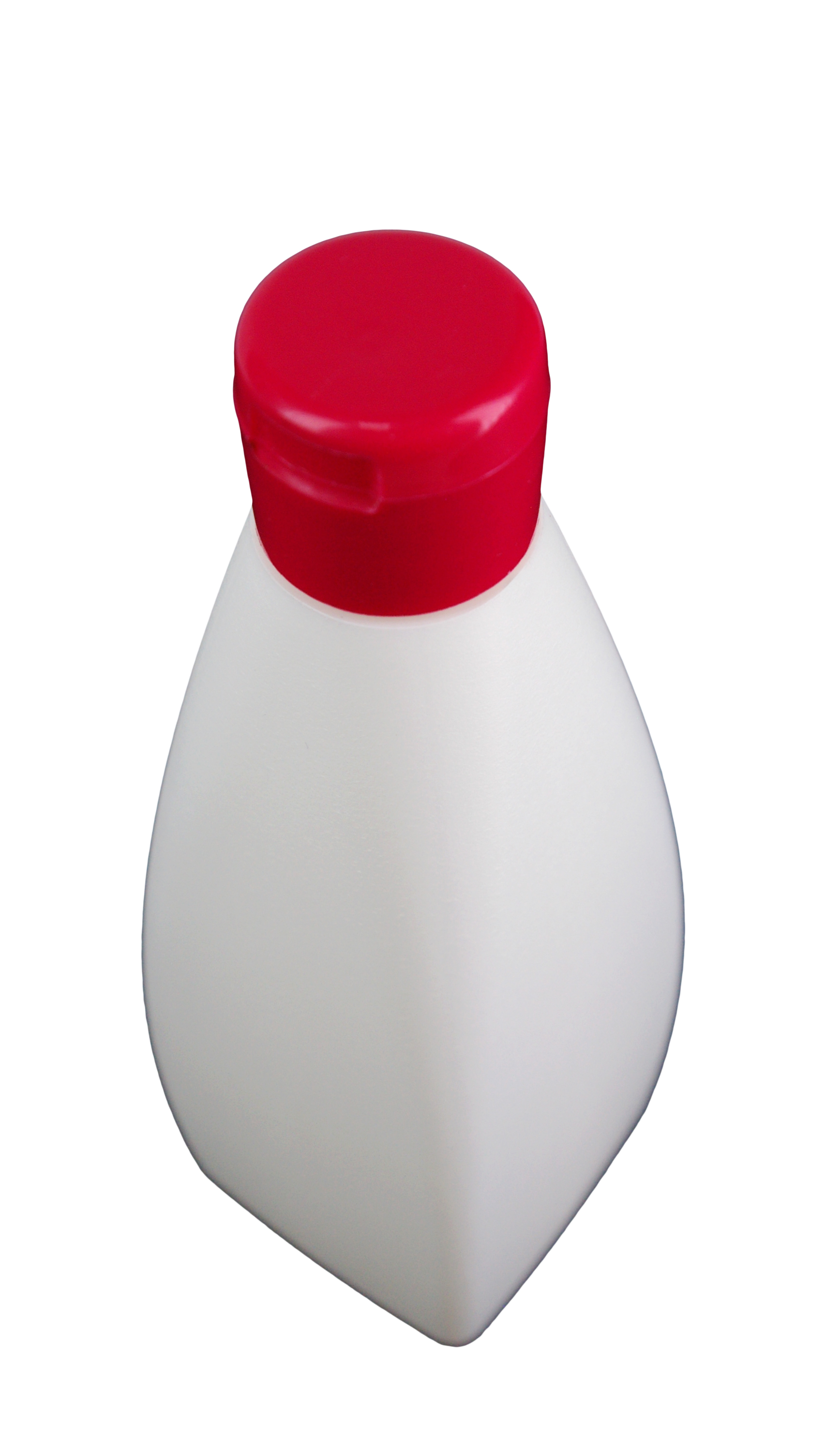
Chai nhựa làm từ PLA-blend bio-flex
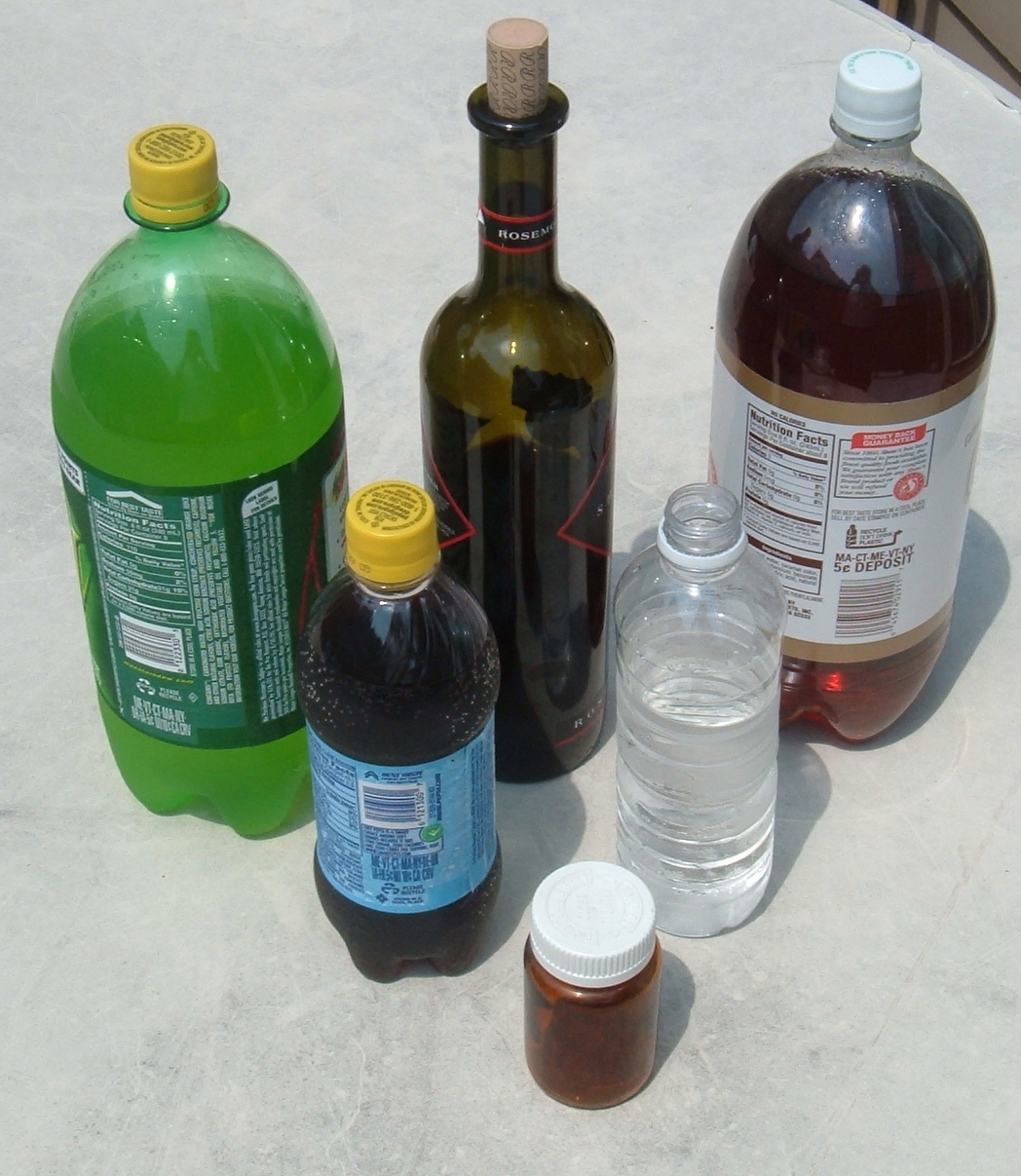
Sáu cái chai.
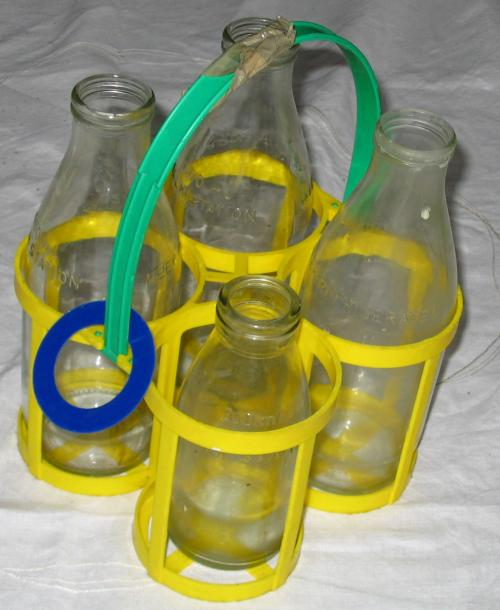
Chai sữa có thể tái chế
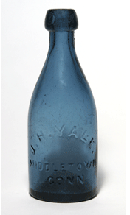
Chai kiểu "blobtop" 1855
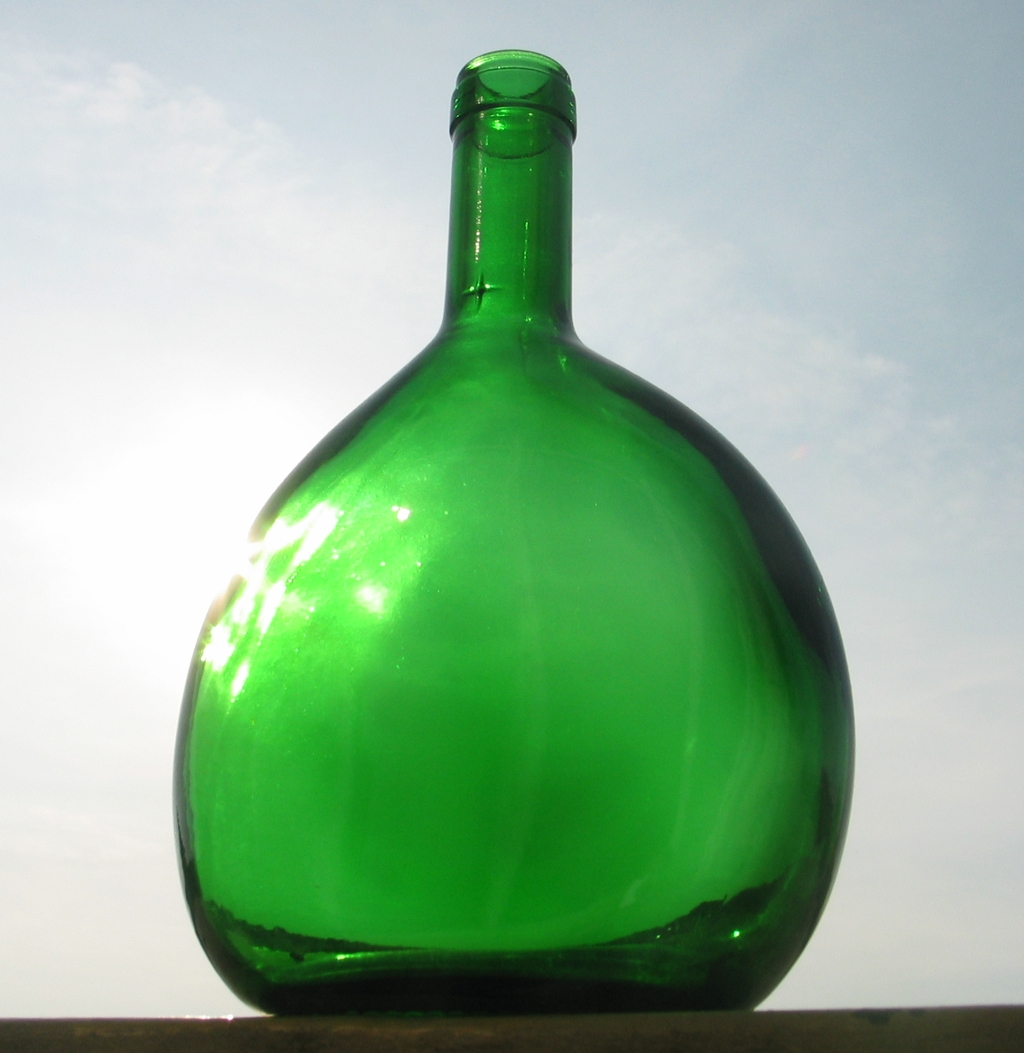
Chai Bocksbeutel
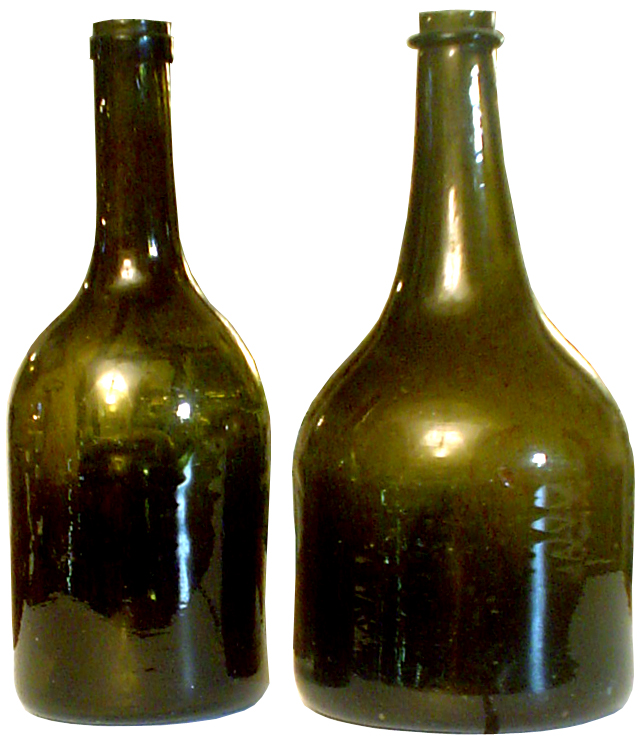
2 chai rượu Maas, thế kỷ 18, tại bảo tàng Gourmet, Hermalle-sous-Huy, Bỉ